# 갈리마르 출판사
갈리마르 출판사(éditions Gallimard)는 프랑스의 출판 그룹으로 1919년까지는 라 누벨 르뷔 프랑세즈 출판사(éditions de la Nouvelle Revue française)로, 1961년까지는 갈리마르 문고(librairie Gallimard)로 불렸다. 갈리마르 출판사는 1911년 가스통 갈리마르가 설립하였다. 갈리마르 그룹(groupe Gallimard)은 현재 앙투안 갈리마르가 운영하고 있다. 특히 20세기부터 지금까지 문학에 있어 프랑스의 출판사 가운데 가장 중요하고 영향력 있는 출판사 중 하나로 평가받는 갈리마르 출판사는 2011년 36명의 공쿠르상 수상 작가, 38명의 노벨 문학상 수상 작가, 10명의 퓰리처상 수상 작가 목록을 배급했다.
갈리마르 출판사는 프랑스 출판업계에서 세번째로 큰 마드리갈 그룹에 속해있다.

## 역사

### 초창기
1911년 5월 31일, 앙드레 지드 (1869-1951), 장 슐룅베르제 (1877-1968), 가스통 갈리마르 (1881-1975)는 파리에서 라 누벨 르뷔 프랑세즈 출판사 설립 계약을 맺었다. 당시 이 출판사는 단지 1919년 2월에 지드 주변의 작가들이 창설한 문예 비평지, 라 누벨 르뷔 프랑세즈 (NRF)의 출판을 위한 판매처 역할에 불과했다.
크림색 표지를 쓰고 가두리에 NRF라는 붉은색과 검은색 철자가 찍힌 1911년부터 출판된 첫 세 권의 책들로는 폴 클로델의 「인질」, 지드의 「이자벨」, 샤를루이 필리프의 「어머니와 자식」이 있다. 생존 페르스 (1911), 쥘 로맹 (1916), 로제 마르탱 뒤 가르 (1913), 조지프 콘라드 (1912), 폴 발레리 (1917)는 이후 “백색” 총서에 수록된 대표적인 첫 작가들이다. 백여 권의 책들이 1911년 5월부터 1919년 6월까지 NRF 출판사에서 출판되었는데, 폴 발레리가 운문 저술로 복귀하며 쓴 대표작 「젊은 파르크」 역시 이 시절 나왔다. 폴 갈리마르 (회화와 판화 작품의 대 수집가이자 바리에테 극장 주인)의 아들이던 가스통 갈리마르는 앙드레 지드와 장 슐룅베르제에 의하여 회사 경영인으로 임명되었다. 재정 업무를 보던 가스통 갈리마르는 출판인으로서의 소명에 눈을 떴다. 지드와 NRF 비서 자크 리비에르 (1886-1925)의 조력으로 가스통 갈리마르는 이전에 경솔하게도 NRF에서 출판을 거절하여 베르나르 그라세의 출판사에서 작가의 자비 출판으로 나온 「잃어버린 시간을 찾아서」의 첫 권인 「스완네 쪽으로」가 출간된지 5년이 지난 1917년, 마르셀 프루스트를 설득하여 그의 작품의 출판을 맡는 데에 성공한다. NRF의 가판대에 오른 두번째 권 「꽃 핀 아가씨 그늘 아래」는 1919년 NRF 출판사의 첫번째 공쿠르상 수상작이 되었다.
1913년 8월, 희극의 혁신을 꿈꾸던 장 슐룅베르제와 자크 코포(1879-1949)는 1924년부터 NRF와 제휴하게 되는 비외-콜롱비에 극장을 세웠다. 지배인으로는 가스통 갈리마르가, 감독으로는 자크 코포가, 무대감독으로는 루이 주베가 있었다. 극단(샤를 뒬랭), 학교와 협력관계를 맺은 파리의 이 새 극장은 1919년 10월 23일 개관하였다. 여기서는 대문호(몰리에르, 셰익스피어...)의 작품을 연극했으며, NRF와 가깝게 지내던 작가들(폴 클로델, 앙드레 지드, 쥘 로맹, 샤를 빌드라크, 앙리 게옹...)의 극작품이 만들어졌다.

### 점령기

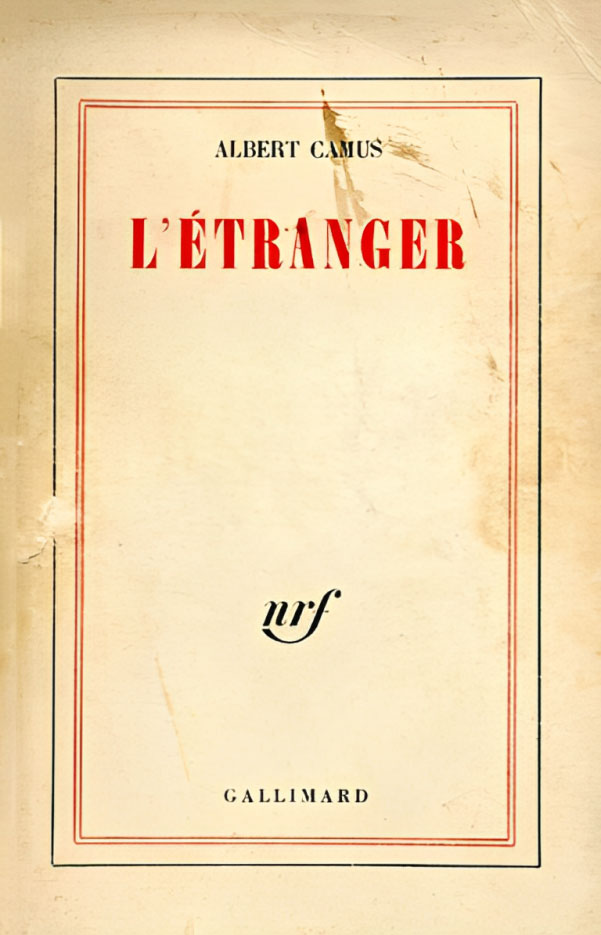
「이방인」, 알베르 카뮈. 1942년.

1939년 9월 전쟁이 선포되자, 출판사 직원들 중 일부는 망슈 미랑드에 위치한 갈리마르 가문의 사택으로 자리를 옮겼다. 이후 독일군들이 다가오자 위원회의 몇몇 회원들은 1940년 6월 13일부터 19일까지 프로방스알프코트다쥐르에서 다시 모였다. 가스통 갈리마르와 주변 사람들은 그 해 여름 카르카손 근처에 있던 시인 조에 부케의 집에서 머물렀다. 갈리마르는 1940년 10월 파리로 돌아가기로 선택하여, 출판사를 손에 쥐길 원하던 독일 당국과 논의를 하기 시작했다. 1940년 11월 9일부터 12월 2일까지 출판사의 출입은 통제되었음에도 불구하고, 가스통 갈리마르는 회사의 자본과 출판의 독립을 지키는데 성공하였으나, 이 대신 NRF의 경영권을 점령군과 적극적으로 협력하던 작가인 피에르 드리외 라 로셸에게 맡겨야 했다. 드리외 라 로셸은 친독적인 글의 투고를 조성하는 한편, 점령군들이 "달가워하지 않던" 작가들이 글을 투고하지 못하게 했다. 알맹이가 빠진 NRF는 1943년 6월을 끝으로 폐간되었다. 파리의 모든 출판사는 선전부와 독일 대사관의 감독하에 시행된 검열 체제에 완전히 장악당했다. 이와 동시에 장 폴랑(1943년 9월 창립된 「레트르 프랑세즈Lettres françaises」의 공동창립자), 레몽 케노, 알베르 카뮈와 심지어는 출판사 자체가 중심이 된, 지식인들의 레지스탕스가 조직되었다. 1941년, (가스통 갈리마르를 포함한) 출판인 집단은 칼만-레비 출판사가 독일에게 넘어가는 것을 막고자 그 출판사를 사들이려고 했으나, 실패로 끝났다. 검열과 종이 물자의 부족(1942년 4월 1일 지류통제위원회가 창립하였다)에도 불구하고, 이 시기는 전후 유명해지게 된 대작들, 예를 들어 알베르 카뮈(「이방인」, 「시지프 신화」, 1942년), 장 폴 사르트르(「벽」, 1939년, 「상상력」, 1940년, 「존재와 무」, 1943년), 모리스 블랑쇼(「토마 롭스퀴르」, 1941)의 탄생을 보았다. 또한 갈리마르는 독일어 번역 작품(주로 괴테같은 고전)도 출간하기도 했다. 갈리마르는 뤼시앵 르바테의 반유대주의 팸플릿,  「잔해Décombres」의 출판을 거절했다. 프랑스 해방 이후 NRF는 소송 관련하여 해결되었음에도 청산위원회에 의하여 금지당했다. 장 폴 사르트르는 1945년 「현대Les Temps modernes」를, 장 폴랑은 1946년 「레 카예 드 라 플레야드Les Cahiers de la Pléiade」를 창립하였다.